# Partido da Frente Socialista
O Partido da Frente Socialista foi uma organização política de esquerda, de orientação marxista, que atuou no Brasil em 1992. Sua formação resulta da obtenção do registro legal pelo Partido da Libertação Proletária (PLP), formado em 1989 por iniciativa do Coletivo Gregório Bezerra (CGB), agrupamento político constituído em 1986 a partir de dissidências do PCB.
No ano de 1992, o PLP/CGB integra-se à Frente Revolucionária (FR), uma articulação promovida pela Convergência Socialista que, expulsa do PT, passou a investir na fundação de um novo partido. No âmbito da FR, o CGB/PLP obtém o seu registro, passando a denominar-se Partido da Frente Socialista (PFS) por exigências da legalização da legenda. Sob essa denominação, participa das eleições de 1992 com o número 84, lançando candidatura própria à prefeitura do Rio de Janeiro, com Homero de Souza, e apoiando Benedita da Silva (PT) no segundo turno da votação.
Paralelamente, no âmbito da Frente Revolucionária, a identidade entre CS e PFS (dois agrupamentos mais representativos da FR) se aprofundou e resultou, com a participação de outros coletivos de menor expressão, como Liga, Luta de Classes e Democracia Operária, na fundação do PSTU.
Anos mais tarde, no início da década de 2000, inúmeros ex-integrantes do CGB/PFS – entre os quais destaca-se Martiniano Cavalcante – abandonaram o PSTU, colaborando para a formação do Movimento de Luta Socialista (MLS). O MLS, por seu turno, contribuiu para a formação do Movimento Terra Trabalho e Liberdade e da tendência Poder Popular do Partido Socialismo e Liberdade.